# Рональд Лі Ермі
Рональд Лі Ермі (англ. Ronald Lee Ermey; 24 березня 1944, Емпорія, Канзас — 15 квітня 2018, Санта-Моніка, Каліфорнія) — американський актор, найвідоміший за свою роль суворого сержант Гартмана у фільмі «Суцільнометалева оболонка», яка принесла йому номінацію на премію «Золотий глобус» за найкращу чоловічу роль другого плану. Він також є старшим сержантом та комендор-сержантом у відставці Корпусу морської піхоти США.

## Життєпис
Ермі часто грав ролі авторитетних фігур, таких як мер Тільман у фільмі «Міссісіпі у вогні», Білл Бауерман у «Префонтейн», шериф Гойт у рімейку «Техаська різанина бензопилою», Джиммі Лі Фарнсворт у «Флетч живий», капітан поліції у «Сім», пластикового армійського сержанта у мультфільмах «Історія іграшок», лейтенант Тайс Райан у «Ракетна міць», і сержанта у мультсеріалі «Губка Боб Квадратні Штани».
Він також брав участь у різних програмах на телебаченні.

## Вибіркова фільмографія

### Фільми
- 1978 — Хлопці з третьої роти / The Boys in Company C
- 1979 — Апокаліпсис сьогодні / Apocalypse Now
- 1979 — Вгору з глибин / Up from the Depths
- 1984 — Пурпурові серця / Purple Hearts
- 1987 — Суцільнометалева оболонка / Full Metal Jacket
- 1988 — Міссісіпі у вогні / Mississippi Burning
- 1989 — Облога бази «Глорія» / The Siege of Firebase Gloria
- 1989 — Флетч живий / Fletch Lives
- 1990 — Розкол / The Rift
- 1991 — Іграшкові солдатики / Toy Soldiers
- 1993 — Соммерсбі / Sommersby
- 1993 — Викрадачі тіл / Body Snatchers
- 1994 — В зоні смертельної небезпеки / On Deadly Ground
- 1994 — Виконання наказу / Chain of Command
- 1994 — Голий пістолет 33⅓: Остання образа / Naked Gun 33+1⁄3: The Final Insult
- 1994 — Любов — це зброя / Love Is a Gun
- 1995 — Убивство першого ступеня / Murder in the First
- 1995 — Найкращі з найкращих 3 / Best of the Best 3
- 1995 — Мрець іде / Dead Man Walking
- 1995 — Історія іграшок / Toy Story
- 1995 — Сім / Se7en
- 1995 — Покидаючи Лас-Вегас / Leaving Las Vegas
- 1996 — Страшили / The Frighteners
- 1998 — Посланник / The Sender
- 1999 — Історія іграшок 2 / Toy Story 2
- 1999 — Життя / Life
- 2000 — Фактор Хаосу / The Chaos Factor
- 2001 — Врятувати невдаху / Saving Silverman
- 2002 — Море Солтона / The Salton Sea
- 2003 — Віллард / Willard
- 2003 — Техаська різанина бензопилою / The Texas Chainsaw Massacre
- 2006 — Техаська різанина бензопилою: Початок / The Texas Chainsaw Massacre: The Beginning
- 2010 — Історія іграшок 3 / Toy Story 3
- 2012 — Сусіди на стрьомі / The Watch

### Серіали
- 1987 — Поліція Маямі / Miami Vice (Епізод: "Rising Sun of Death")
- 1993 — Пригоди Бріско Каунті-молодшого / The Adventures of Brisco County Jr. (2 епізоди)
- 1994 — Байки зі склепу / Tales from the Crypt (Епізод: "Staired in Horror")
- 1995 — Цілком таємно / The X-Files (Епізод: "Revelations")
- 1997 — Злюки бобри / The Angry Beavers (Епізод: "Fancy Prance/H2Whoa!")
- 2002 — Клініка / Scrubs (Епізод: "My Old Man")
- 2015 — Сімпсони / The Simpsons (Епізод: "Waiting for Duffman")